# Aeroporto di Brema
L'aeroporto internazionale di Brema (in tedesco Flughafen Bremen) (BRE/EDDW) serve la città di Brema, capitale dell'omonimo stato, in Germania. Dalla primavera del 2007 l'aeroporto è diventato base operativa della compagnia a basso costo irlandese Ryanair, venendo così collegato con numerosi aeroporti europei; per la compagnia irlandese è stato creato un nuovo terminal (terminal E) appena a nord del terminal principale, ricavato da un hangar. È inoltre base della compagnia aerea tedesca OLT.

## Storia
L'aeroporto venne costruito nel 1913, quando il governo della città-stato di Brema diede il permesso ufficiale all'associazione aeronautica bremense di aprire un campo di volo. Nel 1920 la compagnia olandese KLM collegò Amsterdam, via Brema, a Copenaghen e Amburgo. Nel 1945 l'aeroporto fu preso dagli Americani, che lo restituirono alla città nel 1949. Negli anni cinquanta furono aggiunti collegamenti verso Rio de Janeiro e New York. Nel 1989 per la prima volta l'aeroporto raggiunse il milione di passeggeri.

## Curiosità
Sopra l'aeroporto si può trovare la Bremenhalle: un museo aerospaziale che conserva, tra gli altri, il laboratorio spaziale LM1 "Spacelab" (costruito proprio a Brema) e molti storici aeroplani (tra cui lo Junkers W 33 "Bremen"). Sempre sul tetto dell'aeroporto, in mezzo alla terrazza panoramica, c'è un esemplare di VFW 614 (aereo regionale di cui vennero prodotti solo 19 esemplari), visibile anche dall'apron, costruito anch'esso a Brema.

## Collegamenti
L'aeroporto può essere raggiunto dalla stazione centrale di Brema tramite la linea 6 del tram cittadino direz. Aeroporto (la cui fermata è appena al di fuori dell'aerostazione principale, di fronte alla fontana), la corsa dura circa 20 minuti, il biglietto si può fare a bordo da apposita macchinetta, 2,50 € adulti e 1,30 € ridotto nel 2014. Il taxi invece impiega circa venticinque minuti, a seconda del traffico.

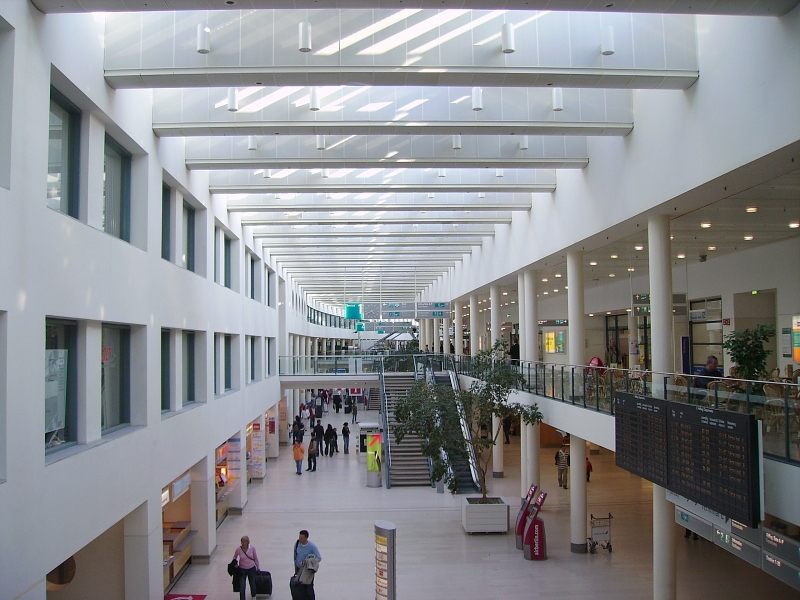
Terminal dell'aeroporto

## Andamento traffico passeggeri e cargo

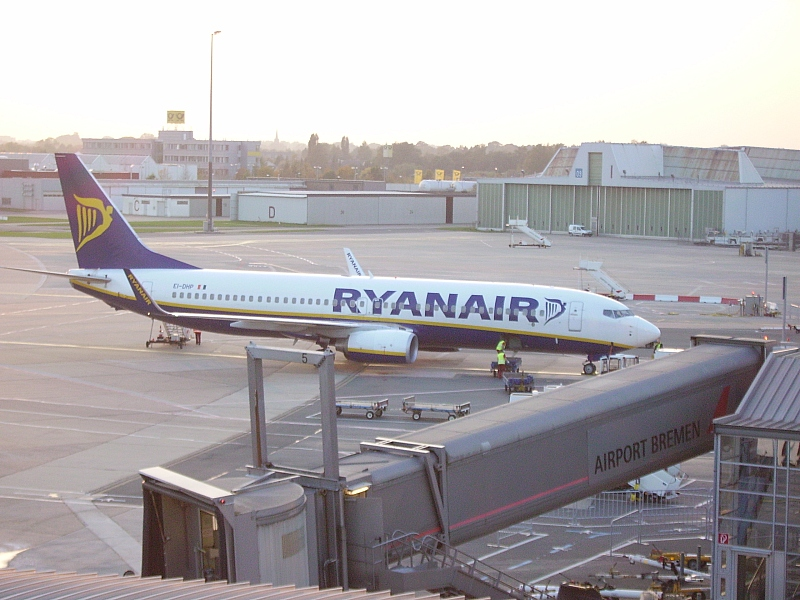
Un Boeing 737-800 Ryanair a Brema

| Anno | Passeggeri   | Movimenti | Merci (t) |
| ---- | ------------ | --------- | --------- |
| 1920 | 150          |           |           |
| 1929 | 6.450        |           |           |
| 1932 | 1.541        |           |           |
| 1949 | 5.150        |           | 110,386   |
| 1957 | 61.357       |           |           |
| 1964 | 224.350      |           |           |
| 1979 | 719.000      |           |           |
| 1987 | 850.000      |           | 12.002    |
| 2003 | 1,64 Milioni |           | 24.509    |
| 2004 | 1,67 Milioni |           | 24.992    |
| 2005 | 1,74 Milioni |           | 25.340    |
| 2006 | 1,7 Milioni  |           | 26.330    |
| 2007 | 2,23 Milioni |           | 30.636    |
| 2008 | 2,486,337    | 46,876    | 27,661    |
| 2009 | 2,448,846    | 43,650    | 20,603    |
| 2010 | 2,676,297    | 46,412    | 20,673    |
| 2011 | 2,560,023    | 45,412    | 25,609    |
| 2012 | 2,447,001    | 44,737    | 21,799    |
| 2013 | 2,612,622    | 44,264    | 18.763    |
| 2014 | 2.773.127    | 45.987    | 10.743    |
| 2015 | 2.660.712    | 42.262    | 14.923    |